# 원창역
원창역(Wonchang station, 元倉驛)은 대한민국 순천시 별량면에 위치한 경전선의 철도역이다. 2007년 6월 현재 여객/화물취급을 하지 않는다.
원창역사는 1930년대에 지어진 역사로서, 일제강점기 표준설계도서에 따라 건립되고 그 특성을 고스란히 간직하고 있기 때문에 건축적, 철도사적 가치가 큰 것으로 평가되어 국가등록문화재로 지정되었다.

## 역사
- 1930년 12월 25일 : 보통역으로 영업 개시[1]
- 1950년 11월 10일 : 배치간이역으로 격하
- 1951년 8월 1일 : 보통역으로 승격
- 1990년 1월 1일 : 소화물취급 중지[2]
- 1997년 6월 1일 : 배치간이역으로 격하[3]
- 2004년 9월 1일 : 화물취급 중지[4]
- 2004년 12월 10일 : 무배치간이역으로 격하 및 철도승차권 단말기 철거[5]
- 2004년 12월 31일 : 원창역 등록문화재로 지정
- 2007년 6월 1일 : 여객취급 중지